# Monodaktylowate
Monodaktylowate, srebrzycowate (Monodactylidae) – rodzina ryb okoniokształtnych. Niektóre gatunki są hodowane w akwariach.

## Występowanie
Wody słodkie i słone przybrzeżnej strefy zachodniej Afryki, Oceanu Indyjskiego oraz Pacyfiku, sporadycznie wpływają do rzek.

## Klasyfikacja
Rodzaje zaliczane do tej rodziny:
Monodactylus — Schuettea
Rodzajem typowym jest Monodactylus.